# Kaman K-17
Der K-17 war ein Hubschrauber mit experimentellem Blattspitzenantrieb des US-amerikanischen Herstellers Kaman Aircraft Corporation.
Zum Antrieb produzierte die Turbine kalte Druckluft, welche dann durch die Rotorblätter geleitet wurde und an den Blattspitzen austrat. Hierdurch wurde der Rotor in Drehung versetzt. Der Prototyp des K-17 hob im Frühjahr 1958 ab, allerdings wurde das Konzept nicht weiter verfolgt. Geschwindigkeit und Reichweite waren anderen Hubschraubern der Epoche deutlich unterlegen.
Das Konzept des Blattspitzenantriebs wurde unter anderem auch bei der Dornier Do 32 oder der Boeing X-50 verwendet.

## Technische Daten
| Kenngröße                       | Daten                         |
| ------------------------------- | ----------------------------- |
| Rotordurchmesser                | 11,28 m                       |
| Leermasse                       | 431 kg                        |
| max. Startmasse                 | 907 kg                        |
| Höchstgeschwindigkeit           | 129 km/h                      |
| Schwebeflughöhe mit Bodeneffekt | 1525 m                        |
| Triebwerk                       | Blackburn Turbomeca Turmo 600 |
| Leistung                        | max. 400 Wellen-P             |